# E77 (európai út)
Az E77-es jelzésű főút az európai úthálózat egyik észak–dél irányú összekötő tagja, Pszkov–Budapest végpontokkal. Magyarországi szakasza 2 fő részre osztható: a Budapest–Vác közötti M2 autóút és a Vác–országhatár közötti 2-es főút szakaszból áll. Tervekben szerepel a magyarországi szakasz autópályává fejlesztése, ez az M2 szakaszon lehetséges, a Vác és Hont (szlovák határ) közötti szakasz azonban a domborzati viszonyok miatt teljesen új nyomvonalat igényel. Az útvonal hossza 1690 km, az alábbi városokon halad keresztül: Pszkov – Vangaži – Riga –  Šiauliai – Tolpaki – Kalinyingrád … Gdańsk – Elbląg – Varsó – Radom – Krakkó – Trstená – Rózsahegy – Zólyom – Budapest.

## Nyomvonala
Összhossz: ~1690 km
 Oroszország – 70 km 

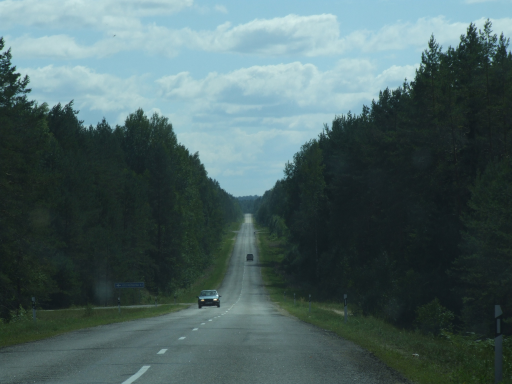
A főút Lettországban

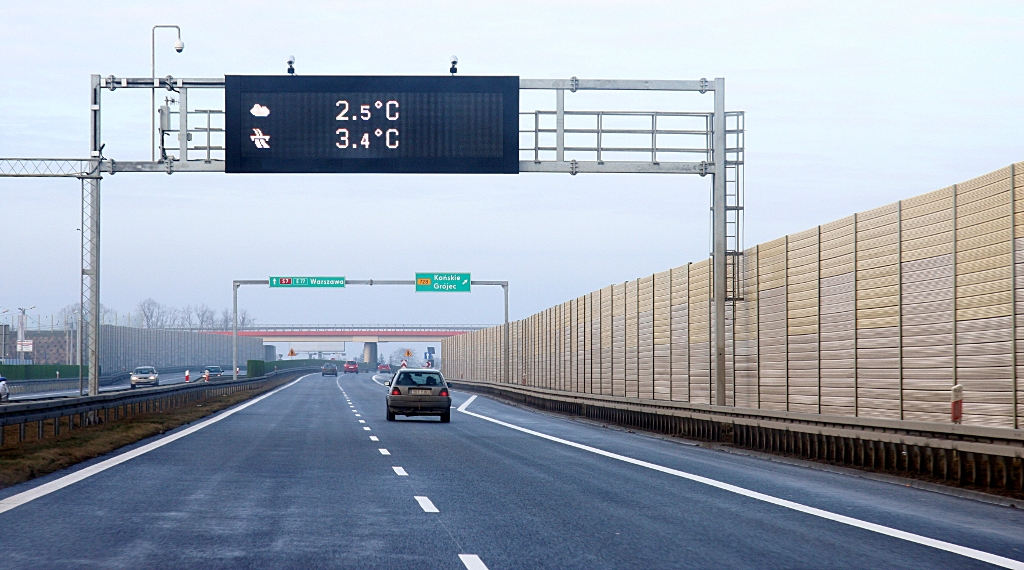
Lengyelországi szakasz

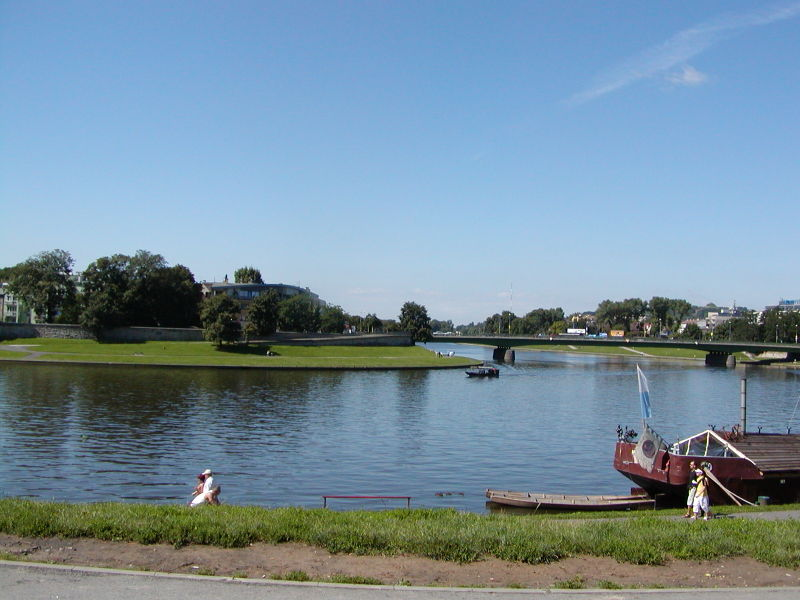
Híd az E77-esen Krakkóban a Visztula felett

- A212-es számú főút Pszkov-tól az észt határig. (Az E95-ös főút egy része is itt halad.)

 Észtország – 21 km 
- 7-es számú főút az észt határtól Murati – Veclaicene érintésével a lett határig.

 Lettország – 274 km 
- 2-es számú főút a lett határtól Rigáig (az E22-es és E67-es főutak egy része is itt halad),
- A8-as főút Meitene – Kalviai érintésével a litván határig

 Litvánia – km 
- A12-es főút Šiauliai (E272-es és E85-ös főutak egy része is itt halad)

 Oroszország – 
- A216-os főút Tolpakiig
- A229-es főút Kalinyingrádon át (Az E28-as főút egy része is itt halad
- Hajóút a Balti-tengeren át.

 Lengyelország
- 7-es számú főút a tengertől a lengyel–szlovák határig Gdańsk – Elbląg – Varsó – Radom – Krakkó útvonalon

 Szlovákia – 205 km 
- 59-es főút Árvanádasd – Rózsahegy – Besztercebánya
- 66-os főút Zólyomon át Ipolyságig.

 Magyarország – 97 km 
- 2-es számú főút a szlovák–magyar határtól Vácig
- M2-es autóút Váctól M0-ig
- M0-s autóút M0–M2 csomóponttól M0–M31 csomópontig